# Rugby Arena
Rugby Arena è un impianto sportivo italiano di Vicenza, dedito al rugby.
Di proprietà comunale e noto anche come Baracca per via della strada in cui si trova, ospita dal 2012 la formazione di rugby del Vicenza e ha una capacità di circa 1000 posti.

## Storia
Lo stadio fu messo in cantiere dal comune di Vicenza a fine 2011 su un'area di 46000 m² nella zona sudoccidentale della città in via Francesco Baracca; i lavori durarono circa 9 mesi e il 28 ottobre 2012 avvenne l'inaugurazione ufficiale della struttura con un incontro di campionato tra Vicenza e Valpolicella.
La struttura, che già dal 2011 prevedeva due campi, trovò il suo completamento nel 2016 con la realizzazione del terreno secondario.
Laddove quello principale è in erba naturale, quello secondario è un tappeto sintetico anti-shock omologato da World Rugby.